# Super Mario Bros. 3 (série télévisée d'animation)
Pour le jeu vidéo dont la série animée s'inspire, voir Super Mario Bros. 3.
 (décembre 2016).
Si vous disposez d'ouvrages ou d'articles de référence ou si vous connaissez des sites web de qualité traitant du thème abordé ici, merci de compléter l'article en donnant les références utiles à sa vérifiabilité et en les liant à la section « Notes et références ».
Super Mario Bros. Super Mario World
Les Aventures de Super Mario Bros. 3 (The Adventures of Super Mario Bros. 3) ou Super Mario Bros. 3 est une série télévisée d'animation américaine, basée sur le jeu NES éponyme, diffusée du 8 septembre 1990 au 1er décembre 1990 sur NBC avec Captain N dans un bloc de programmation intitulé Captain N and The Adventures of Super Mario Bros. 3. DIC Entertainment a produit cette série alors que Nintendo a fourni les personnages et power-ups.
En France, la série a été diffusée sur France 2 en 1992[réf. nécessaire], puis sur Fox Kids et sur KidsCo jusqu'à la fin de la chaîne. Elle est la deuxième série d'animation basée sur un jeu vidéo Mario, les deux autres étant Super Mario Bros. et Super Mario World.
Depuis novembre 2021, la série est diffusée sur la chaine en continu Pluto TV Kids Gaming, disponible sur Pluto TV.
Contrairement à son prédécesseur, cette série et Super Mario World n'ont pas de segments live action et dispose entièrement de nouveaux acteurs de voix, à l'exception de John Stocker et Harvey Atkin qui ont repris leurs rôles de Toad et Bowser.

## Synopsis
Cette série, plus fidèle au jeu vidéo original, constitue la deuxième série avec Mario.
L'intrigue, qui fait office de générique, décrit parfaitement les bases de la série : « C'est une histoire qui a marqué les esprits. Alors que tout le monde croyait que Bowser avait fui le Royaume des Champignons, son vaisseau maléfique réapparut. Le Roi Bowser était de retour. Et, il était plus dangereux que jamais car il était accompagné de ses sept enfants. Heureusement, Mario et Luigi veillaient au grain, et grâce à leurs super pouvoirs, sauvèrent la princesse Toadstool. Une fois de plus, ils avaient vaincu l'immonde Bowser. »
Suit la phrase de Bowser : « Saleté de plombiers, je vous aurai ! »

## Personnages principaux

### Protagonistes
- Mario, qui est le héros de la série, mais contrairement au jeu vidéo, n'a pas pour but de délivrer la princesse, celle-ci étant une héroïne (de troisième rôle) dans bon nombre d'épisodes. Mario a ici pour mission (ou passe-temps) de sauver, selon les séries, les différents lieux où Bowser sème la panique, ou encore le Monde Champignon de Super Mario Bros. 3.
- Luigi, qui contrairement au jeu vidéo, n'a pas le rôle de faire-valoir de Mario, mais de véritable allié façon Mario and Luigi: Superstar Saga.
- Princesse Toadstool, dont le rôle diffère selon les séries. Dans cette série, son rôle peut être véritablement qualifié d'héroïne à part entière, à même titre que Mario et Luigi.
- Toad, le petit champignon, fidèle bras droit de la princesse, ayant un rôle assez anecdotique sauf pour quelques épisodes.

### Antagonistes
- Roi Bowser : il vit en vraie recluse dans son château : Il prend son nom actuel (quoique précédé de « roi ») dès cette série. Il y change radicalement (sauf de camp), étant en partie méchant aux idées démoniaques voire folles, en partie père dévoué à ses enfants à sa façon, puisqu'il n'hésite pas à hausser le ton et à leur expliquer sa vision des choses à faire (il dit se rendre compte qu'il est dans le camp des mauvais, mais qu'il en est fier).
- Lemmy et Iggy Koopa (aliases Hip et Hop koopa): 6 ans. deux Koopas présentés comme des jumeaux inséparables dans la série  animé mais qui, selon le jeu vidéo, ne le sont pas. Lemmy est aussi vieux qu'Iggy puisqu'ils sont jumeaux. Ils sont les plus jeunes enfants de Bowser.
- Wendy O. Koopa (alias Kootie Pie koopa): 16 ans. une Koopa, seule fille de Bowser, présentée comme une enfant gâtée, voulant toujours plus de choses. C'est elle qui a prononcé une référence à Joe Dassin dans la VF : « L'Amérique, je veux l'avoir et je l'aurai » dans l'épisode Serpents dans le jardin où, comme cadeau pour ses 16 ans, Bowser doit lui « offrir » les États-Unis d'Amérique.
- Morton Koopa jr (alias Bigmouth koopa): 18 ans. c'est le deuxième plus âgé des enfants de Bowser, beaucoup plus petit que dans le jeu vidéo au niveau des proportions par rapport à ses frères et sœurs. Néanmoins, il n'est pas le seul personnage « disproportionné » par rapport au jeu. Dans la série, il est très bavard.
- Larry Koopa (alias Cheatsy koopa): 16 ans et demi. le quatrième enfants de Bowser et semble être celui qui veut le plus ressembler à son père, voire faire mieux que lui.
- Roy Koopa (alias Bully koopa): 20 ans. l’enfant de Bowser le moins impliqué dans les scénarios. Il a tout de même été l'un des Koopas Ninjas Géants du premier épisode. Il ne pense qu'à se battre.
- Ludwig von Koopa (alias Kooky von koopa): 17 ans. sans doute l’enfant de Bowser le plus mis en valeur dans les épisodes, et pour cause : il a conçu une multitude d'inventions et de potions pour son père, que ce soit pour faire rajeunir les frères Mario, ou pour rendre son père capable d'amadouer n'importe qui. En outre, même si le jeu vidéo n'est guère respecté sur ce point, Ludwig von est le troisième plus âgé des enfants de Bowser.

Selon Shigeru Miyamoto le créateur de la série Mario, les Koopalings ne sont pas les enfants de Bowser ; ce dernier n'a qu'un seul enfant, Bowser Jr., issu du jeu Super Mario Sunshine, sorti bien après la série animée.[réf. nécessaire]

## Épisodes
1. Les Koopas ninjas géants (Sneaky Lying Cheating Giant Ninja Koopas)
2. Serpents dans le jardin (Reptiles in the Rose Garden)
3. Le Règne de la tempête (Reign Storm)
4. Les Voyageurs du temps (Toddler Terrors of Time Travel)
5. La Maman de Mario (Mind Your Mummy Mommy, Mario)
6. Pour les beaux yeux de Wendy'O (The Beauty of Kootie)
7. Les Fantaisies magiques (A Toadally Magical Adventure)
8. Les Mésaventures des baby-sitters (Misadventures in Babysitting)
9. L'Amour fraternel (Oh, Brother!)
10. Les Mésaventures de super plombier (Misadventure of Mighty Plumber)
11. L'Élection de la princesse (Princess Toadstool for President)
12. L'Apprenti escroc (Never Koop a Koopa)
13. Le Retour de Mamadzilla (Dadzilla)
14. Une équipe de choc (Tag Team Trouble)
15. En avant la musique (Do the Koopa)
16. La Groupie (Kootie Pie Rocks)
17. Le crime ne paie pas (Crimes R Us)
18. Une vie de chien (Life's Ruff)
19. Un royaume en apesanteur (Up, Up, and a Koopa)
20. À chacun son continent (7 Continents for 7 Koopas)
21. Invasion extraterrestre (Mush-Rumors)
22. La Vilaine petite Sirène (The Ugly Mermaid)
23. L'Attaque surprise (True Colors)
24. Écolo Mario (Recycled Koopa)
25. Sauvons Venise (The Venice Menace)
26. Voyage à Paris (Super Koopa)

## Distribution

### Voix originales
- Walker Boone : Mario
- Tony Rosato : Luigi
- Tracey Moore : la princesse Toadstool
- John Stocker : Toad
- Harvey Atkin : Bowser
- Michael Stark : Ludwig Von Koopa
- Dan Hennessey : Roy Koopa
- James Rankin : Larry Koopa
- Gordon Masten : Morton Koopa Jr.
- Tabitha St-Germain : Wendy O. Koopa
- Tara Strong :  Iggy Koopa
- Stuart Stone : Lemmy Koopa / voix additionnelles.

## Sortie en DVD
Super Mario Bros. 3 est disponible depuis mai 2007 dans un coffret regroupant 3 DVD (VF) édité par Opening.[réf. nécessaire]
Ce coffret DVD de Super Mario Bros. 3 en VF est aussi disponibles dans les magasins multimédias au Québec.[réf. nécessaire]